# Lepidocyrtus pallidus
Lepidocyrtus pallidus är en urinsektsart som beskrevs av Reuter 1892. Lepidocyrtus pallidus ingår i släktet Lepidocyrtus och familjen brokhoppstjärtar. Arten är reproducerande i Sverige. Inga underarter finns listade i Catalogue of Life.